# 1294 w literaturze
Wydarzenia literackie w 1294 roku.

## Zmarli
- Guittone d’Arezzo, włoski poeta
- Brunetto Latini, włoski pisarz